# Niasia difformis
Niasia difformis es una especie de insecto coleóptero de la familia Chrysomelidae.

## Distribución geográfica
Habita en Nías (Indonesia).